# Nattens ögon
Nattens ögon (engelska: Wait Until Dark) är en amerikansk psykologisk skräckfilm från 1967 i regi av Terence Young.
Filmens manus är baserat på pjäsen Wait Until Dark från 1966 av Frederick Knott. I huvudrollerna ses Audrey Hepburn, Alan Arkin och Richard Crenna. Audrey Hepburn nominerades till en Oscar för bästa kvinnliga huvudroll 1967 för sin rollinsats och Efrem Zimbalist, Jr. nominerades till en Golden Globe för bästa manliga biroll. Filmen placerade sig på plats 55 på AFI's 100 Years...100 Thrills lista 2001.

## Handling
En ung kvinna vid namn Susy Hendrix, som nyligen blivit blind efter en olycka, terroriseras av en trio kriminella medan de söker efter en heroinfylld prydnadsdocka som de tror finns i hennes lägenhet. De utger sig för att vara olika personer, hotar och tar till våld för att få som de vill. Men de har underskattat Susy...

## Rollista i urval
- Audrey Hepburn – Susy Hendrix
- Alan Arkin – Roat, Harry Roat Jr., och Harry Roat Sr.
- Richard Crenna – Mike Talman
- Efrem Zimbalist, Jr. – Sam Hendrix
- Jack Weston – Carlino
- Samantha Jones – Lisa
- Julie Herrod – Gloria